# Rhyssemus rotschildi
Rhyssemus rotschildi är en skalbaggsart som beskrevs av Bénard 1909. Rhyssemus rotschildi ingår i släktet Rhyssemus och familjen Aphodiidae. Inga underarter finns listade i Catalogue of Life.